# Veliko Krčmare
Veliko Krčmare (en serbe cyrillique : Велико Крчмаре) est un village de Serbie situé dans la municipalité de Rača, district de Šumadija. Au recensement de 2011, il comptait 734 habitants.

## Démographie
| 1948  | 1953  | 1961  | 1971  | 1981  | 1991 | 2002 | 2011 |
| ----- | ----- | ----- | ----- | ----- | ---- | ---- | ---- |
| 1 210 | 1 194 | 1 169 | 1 123 | 1 077 | 993  | 830  | 734  |

|  |